# Rougetius
Rougetius is een geslacht van vogels uit de familie Rallen, koeten en waterhoentjes (Rallidae). Het geslacht telt één soort.

## Soorten
- Rougetius rougetii – Rougets ral